# 鯖江郵便局
鯖江郵便局（さばえゆうびんきょく）は福井県鯖江市にある郵便局。民営化前の分類では集配普通郵便局であった。

## 概要
住所：〒916-8799 福井県鯖江市水落町1-2-28

## 沿革
- 1874年（明治7年）6月1日 - 鯖江郵便取扱所として開設[1]。
- 1875年（明治8年）1月1日 - 鯖江郵便局（五等）となる。
- 1883年（明治16年）4月1日 - 為替・貯金取扱を開始。
- 1893年（明治26年）12月21日 - 鯖江郵便電信局となる。
- 1903年（明治36年）4月1日 - 通信官署官制の施行に伴い鯖江郵便局となる。
- 1956年（昭和31年）10月1日 - 電話通話および和文電報受付事務の取扱を開始[2]。
- 1961年（昭和36年）4月15日 - 吉川郵便局から集配業務を移管[3]。
- 1978年（昭和53年）2月6日 - 鯖江市本町二丁目から、同市水落町一丁目に局舎を新築、移転。
- 1991年（平成3年）10月1日 - 外国通貨の両替および旅行小切手の売買に関する業務取扱を開始。
- 1994年（平成6年）11月1日 - 旁の下側が「月」である「鯖」から、「円」である「」に改称。
- 2007年（平成19年）10月1日 - 民営化に伴い、併設された郵便事業鯖江支店に一部業務を移管。
- 2011年（平成23年）6月27日 - 朝日集配センター（〒916-01xx）の廃止に伴い、郵便事業鯖江支店が同集配センターの業務を承継。
- 2012年（平成24年）10月1日 - 日本郵便株式会社発足に伴い、郵便事業鯖江支店を鯖江郵便局に統合。

## 取扱内容
- 郵便、印紙、ゆうパック、内容証明
- 貯金、為替、振替、振込、国際送金、外貨両替・トラベラーズチェック、国債、投資信託
- 生命保険、バイク自賠責保険、自動車保険、がん保険、引受条件緩和型医療保険
- ゆうちょ銀行ATM
- 「916-00xx」・「916-01xx」区域（鯖江市内およびの丹生郡越前町内の一部地域）の集配業務
- ゆうゆう窓口

## 周辺
- 鯖江市役所
- アイアイ鯖江・健康福祉センター
- 鯖江市文化の館（鯖江市図書館）
- 西山公園野球場
- 国道8号
- 国道417号
- 日野川

## アクセス
- 福井鉄道福武線 水落駅から南へ約600m（徒歩約8分）
- つつじバス 鯖江郵便局停留所下車
- 北陸自動車道 鯖江ICから北西へ約3km
- 駐車場あり：19台